# Sylvia Karres
Sylvia Karres (Leiderdorp, 8 de novembro de 1976) é uma ex-jogadora de hóquei sobre a grama neerlandesa que já atuou pela seleção de seu país.

## Olimpíadas de 2004
Sylvia conquistou uma medalha de prata nos Jogos Olímpicos de Atenas de 2004. A seleção neerlandesa chegou às semifinais após terminar a fase de grupos do torneio em primeiro lugar, com quatro vitórias em quatro jogos. Em 24 de agosto, os Países Baixos derrotaram a Argentina por 4 a 2, conseguindo vaga na grande final, que foi disputada dois dias depois contra as alemãs. Na decisão, a Alemanha venceu por 2 a 1, e Sylvia ficou com a prata.